# Campionat del Món d'esquí alpí de 1935
El Campionat del Món d'esquí alpí de 1935 va ser la cinquena edició del Campionat del Món d'esquí alpí. Fou organitzat per la Federació Internacional d'Esquí (FIS) i es va celebrar del 22 al 25 de febrer a Mürren, Suïssa. Es van disputar proves de descens, eslàlom i combinada, en categoria masculina i femenina.

## Resultats

### Proves masculines
| Prova     | Or             | Plata        | Bronze                           |
| Descens   | Franz Zingerle | Emile Allais | Willi Steuri                     |
| Eslàlom   | Anton Seelos   | David Zogg   | Friedl Pfeiffer Francǫis Vignole |
| Combinada | Anton Seelos   | Emile Allais | Birger Ruud                      |

### Proves femenines
| Prova     | Or            | Plata         | Bronze          |
| Descens   | Christl Cranz | Hady Pfeiffer | Anny Rüegg      |
| Eslàlom   | Anny Rüegg    | Christl Cranz | Käthe Grasegger |
| Combinada | Christl Cranz | Anny Rüegg    | Käthe Grasegger |

## Medaller
País amfitrió 
| Posició | País     | Or | Plata | Bronze | Total |
| 1       | Àustria  | 3  | 0     | 1      | 4     |
| 2       | Alemanya | 2  | 2     | 2      | 6     |
| 3       | Suïssa   | 1  | 2     | 2      | 5     |
| 4       | França   | 0  | 2     | 1      | 3     |
| 3       | Noruega  | 0  | 0     | 1      | 1     |
| Total   | Total    | 6  | 6     | 6      | 18    |